# Louise McMillan
Pour les articles homonymes, voir MacMillan.
Pas d'image ? Cliquez ici

a Compétitions nationales et continentales officielles uniquement.

b Matchs officiels uniquement.
Dernière mise à jour le 1 juin 2025.
Louise McMillan, née le 27 juillet 1997 à Paisley (Écosse), est une joueuse internationale écossaise de rugby à XV et internationale de rugby à sept, évoluant aux postes de deuxième ou troisième ligne aile. Elle joue en Championnat d'Angleterre, aux Saracens.

## Biographie
Louise McMillan naît le 27 juillet 1997 à Paisley en Écosse. Elle fait ses débuts sportifs à l'école de rugby à XV de Birkmyre. Séniore, elle joue sept ans au Hillhead Jordanhill RFC, dont elle est capitaine, et où elle remporte deux Coupes d'Écosse et un titre national.
Elle obtient sa première sélection avec l'équipe d'Écosse en novembre 2016 contre l'Espagne, dans un match qualificatif pour la Coupe du monde 2017.
En janvier 2019, elle subit une fracture de l'omoplate contre l'Espagne.
En 2022, elle rejoint le club des Saracens. Elle est retenue en septembre 2022 pour disputer la Coupe du monde en Nouvelle-Zélande.
À l'automne 2023, elle remporte avec l'équipe d'Écosse la première édition du WXV 2, organisée en Afrique du Sud. Par la suite, elle renforce ponctuellement l'équipe des Glasgow Warriors qui dispute le Celtic Challenge. Au printemps 2024, elle dispute le Tournoi des Six Nations dont elle joue tous les matchs (quatre titularisations).
Non retenue pour le WXV 2024, elle est finalement appelée en remplacement d'Emma Wassell.
Sa sœur Siobhan est également internationale, elles ont quelques sélections en commun.

## Palmarès
- Vainqueur de la Coupe d'Écosse en 2017 et 2018.
- Vainqueur du Championnat d'Écosse en 2018.